# جامعة جرندة
جامعة جرندة (بالقطلونية: Universitat de Girona، وهو اسمها الرسمي)، أو جامعة جيرونة (بالإسبانية: Universidad de Gerona) هي جامعة مقرها مدينة جرندة في منطقة كتالونيا الإسبانية.
تُرجع الجامعة تاريخها إلى سنة 1446، لكن إعادة تأسيسها كجامعة في العصر الحديث كانت سنة 1991، وهي تضم اليوم مقرات ومبانٍ في مختلف أنحاء جرندة.

## حاصلون على الدكتوراه الفخرية من جامعة جرندة
- جيروم برونر (1997)
- إريك هوبسباوم (2008)
- جورج ستاينر (2012)
- جوسيب فونتانا (2013)
- ميكيل روكا

## وصلات خارجية
- الموقع الرسمي للجامعة (بالقطلونية والإسبانية والإنجليزية)